# Stor-Igeltjärnen, Gästrikland
Stor-Igeltjärnen är en sjö i Gävle kommun i Gästrikland och ingår i Skärjån-Hamrångeåns kustomåde.